# Paul Villon

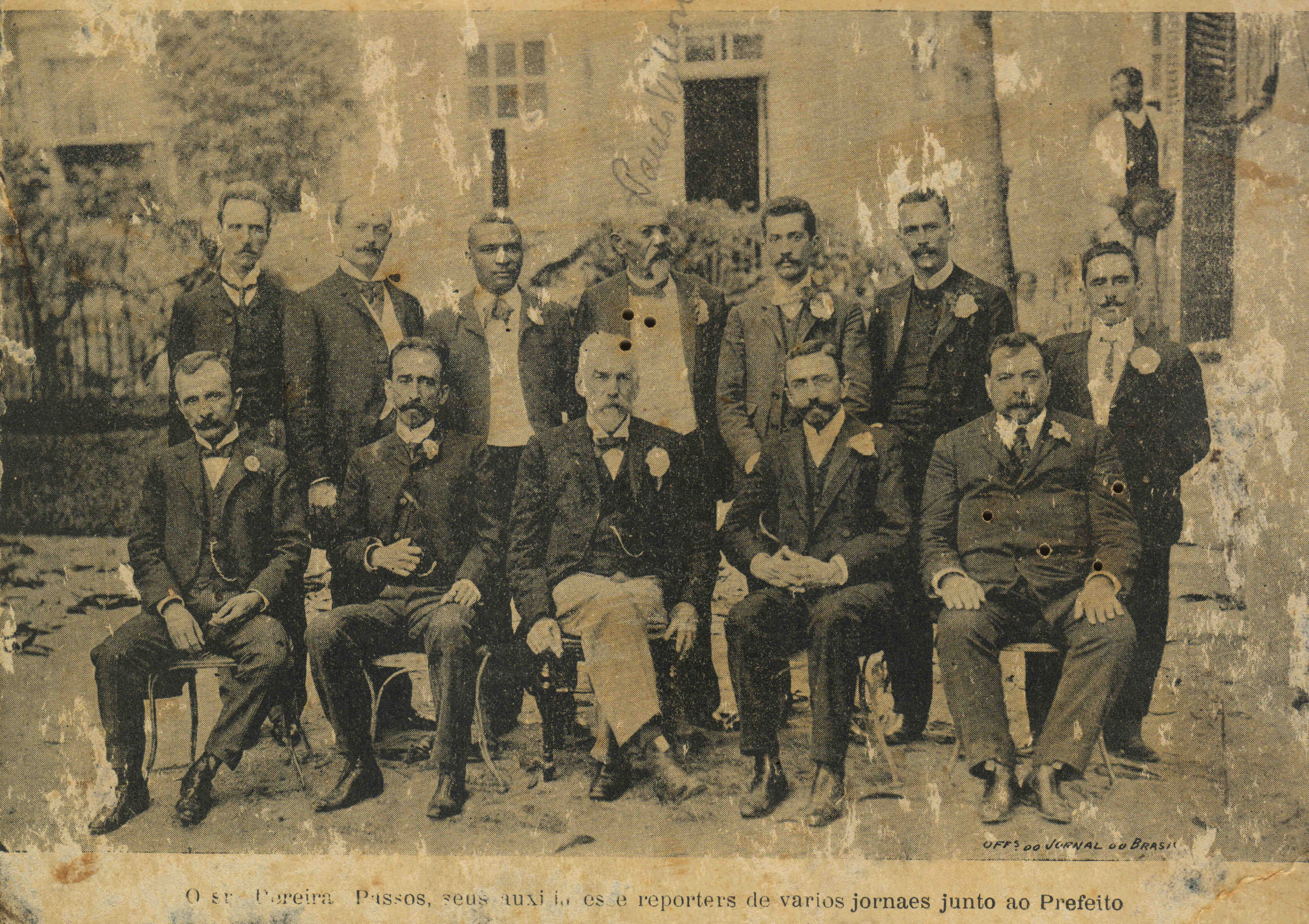
Paul Villon avec le maire de Rio, Pereira.

Paul Villon, aussi connu au Brésil comme Paulo Villon, (Roybon le 20 juillet 1841 - Nice 10 octobre 1905) fut un paysagiste français. 

## Biographie
Il était le deuxième des huit enfants de André Villon et Constance Meunier.
Il vit au Brésil pendant plusieurs années, il développa des projets pour des parcs et des jardins publics.
Selon l'historienne Heliana Salgueiro, il fit partie de l'équipe du paysagiste Auguste François Marie Glaziou, lorsque ce dernier fit le Campo de Santana (Rio de Janeiro) et les jardins du parc de Boa Vista .
Selon l'historienne des jardins, Cristiane Magalhães: "En tant que chef rocailleur, Paul Villon était chargé, au Campo de Santana, de l’exécution des ouvrages en ciment armé. Il s’agissait d’un travail technique très spécifique demandant des compétences en hydraulique et en ingénierie civile afin de pouvoir faire fonctionner une cascade artificielle sur un rocher tout aussi artificiel avec des matériaux durables qui résistent à l’érosion. De fait, Glaziou ne disposait pas de connaissances spécifiques pour exécuter des constructions comme il en existait depuis peu à Paris, à Marseille et dans d’autres villes autour de la capitale française. On peut alors tout à fait comprendre qu’il ait embauché des professionnels spécialisés comme Paul Villon".
Il travailla également avec Aaron Reis, lors de la construction de Belo Horizonte. C'est encore Magalhães que nous dit à propos du travail de Villon, lors de la construction de la ville de Belo Horizonte : «Le succès des travaux de Paul Villon à Rio de Janeiro, aux côtés de Glaziou, et à São Paulo, avec le parc et le restaurant de l’Avenida Paulista, a certainement contribué à ce qu’il soit invité à concevoir un grand jardin public au cœur de la nouvelle capitale de l’État de Minas Gerais. C’est ce que lui demanda Aarão Reis, l’un des responsables de la construction de la ville, en novembre 1894. La même année, Villon avait également accepté de créer deux pépinières à Belo Horizonte – la première pour la floriculture et l’autre pour les espèces indigènes et exotiques – afin de répondre aux besoins en arborisation des parcs, rues, places et avenues de la ville. [...] Tout au long de sa vie, Villon exerça les professions de rocailleur, horticulteur, concepteur et administrateur de parcs et jardins».
À la fin de sa vie, il fit partie de l'équipe d'assistants du maire de la ville de Rio de Janeiro Pereira Passos.
Il rentra en France en 1905, quelques mois avant de mourir à Nice. Il était marié avec Rose Pauline Combacan et il n'a pas eu d'enfants.

## Principaux projets de paysagisme
- Jardins de la plage de Botafogo (1903) (Rio de Janeiro - RJ)[4]
- Jardins du Palais présidentiel à Rio de Janeiro (Rio de Janeiro - RJ)[5]
- Parque Municipal Américo René Giannetti, (Belo Horizonte - MG)[6]
- Parque Trianon lieutenant Siqueira Campos (São Paulo -SP)[7]
- Jardin du palais Guanabara